# I Knew You Were Trouble
"I Knew You Were Trouble" (stylad som "I Knew You Were Trouble.") är en sång av den amerikanska sångerskan Taylor Swift från hennes fjärde studioalbum Red. Swift skrev sången tillsammans med Max Martin och Shellback, som även producerade. Sången släpptes först den 9 oktober 2012 för att marknadsföra albumet, men släpptes senare som en riktig singel den 27 november 2012.

## Mottagande
Sången mottog generellt positiva recensioner från musikkritiker, som berömde men även kritiserade Swift's begränsade experimenterade med dubstep. På grund av starka digitala försäljningar så debuterade sången som #3 på Billboard Hot 100, efter att ha sålt mer än 416 000 kopior under första veckan. Sången listplacerades även i Australien, Kanada, Irland, Japan, Nya Zeeland, Skottland och Storbritannien.

## Musikvideo
Den officiella musikvideon började filmas den 18 november 2012 i Los Angeles. Videon regisserades av Anthony Mandler och hade premiär på MTV den 13 december 2012.

## Liveframträdanden
Taylor Swift framförde sången live för första gången vid 2012 års upplaga av American Music Awards.

## Topplistor
| Lista (2012-13)                     | Topplacering |
| ----------------------------------- | ------------ |
| Australien (ARIA)                   | 3            |
| Belgien (Flandern)                  | 10           |
| Belgien (Vallonien)                 | 32           |
| Danmark (Tracklisten)               | 3            |
| Frankrike (SNEP)                    | 14           |
| Irland (IRMA)                       | 4            |
| Island (Tónlist)                    | 28           |
| Israel (Media Forest)               | 2            |
| Japan (Japan Hot 100)               | 54           |
| Kanada (Canadian Hot 100)           | 2            |
| Luxemburg (Billboard Digital Songs) | 6            |
| Mexiko (Monitor Latino)             | 15           |
| Nederländerna (Nederlandse Top 40)  | 19           |
| Nya Zeeland (RIANZ)                 | 3            |
| Schweiz (Swiss Music Charts)        | 8            |
| Skottland (Official Charts Company) | 2            |
| Slovakien (IFPI)                    | 17           |
| Spanien (PROMUSICAE)                | 17           |
| Storbritannien (UK Singles Chart)   | 2            |
| Sverige (Sverigetopplistan)         | 37           |
| Sydafrika (Mediaguide)              | 6            |
| Tjeckien (IFPI)                     | 1            |
| Tyskland (Media Control Charts)     | 9            |
| Ungern (Mahasz)                     | 13           |
| USA (Adult Contemporary)            | 5            |
| USA (Adult Top 40)                  | 1            |
| USA (Billboard Hot 100)             | 2            |
| USA (Billboard Pop Songs)           | 1            |
| Österrike (Ö3 Austria Top 40)       | 6            |